# UFC Fight Night: Bisping vs. Gastelum
UFC Fight Night: Bisping vs. Gastelum（ユーエフシー・ファイトナイト：ビスピン・バーサス・ガステラム、別名UFC Fight Night 122）は、アメリカ合衆国の総合格闘技団体「UFC」の大会の一つ。2017年11月25日、中国・上海市のメルセデス・ベンツアリーナで開催された。

## 大会概要
UFC初の中国本土での開催となった本大会ではマイケル・ビスピンとケルヴィン・ガステラムによるミドル級戦が組まれた。

## 試合結果

### プレリミナリーカード
第1試合 ヘビー級 5分3R
○  シリル・アスカー vs.  フ・ヤオゾン ×
2R 2:33 リアネイキドチョーク
第2試合 67.1kg契約 5分3R
○  ロランド・ディ vs.  ウリジ・ブレン ×
3R終了 判定3-0（30-27、29-28、30-27）
※ディの体重超過によりフェザー級から変更。
第3試合 女子バンタム級 5分3R
○  ジーナ・マザニー vs.  ウー・ヤナン ×
3R終了 判定3-0（30-27、30-27、30-27）
第4試合 ヘビー級 5分3R
○  シャミル・アブドゥラヒモフ vs.  チェイス・シャーマン ×
1R 1:24 KO（左フック）
第5試合 フェザー級 5分3R
○  ソン・ヤドン vs.  バラット・カンダレ ×
1R 4:16 ギロチンチョーク
第6試合 女子ストロー級 5分3R
○  ヤン・シャオナン vs.  ケイリン・カラン ×
3R終了 判定3-0（29-28、29-28、30-27）
第7試合 ウェルター級 5分3R
○  ソン・ケナン vs.  ボビー・ナッシュ ×
1R 0:15 KO（右ストレート→パウンド）
第8試合 フェザー級 5分3R
○  ザビット・マゴメドシャリポフ vs.  シェイモン・モラエス ×
3R 4:30 アナコンダチョーク

### メインカード
第9試合 ウェルター級 5分3R
○  アレックス・ガルシア vs.  ムスリム・サリコフ ×
2R 3:22 リアネイキドチョーク
第10試合 フェザー級 5分3R
○  ワン・グワン vs.  アレックス・カサレス ×
3R終了 判定2-1（29-28、28-29、29-28）
第11試合 ウェルター級 5分3R
○  リー・ジンリャン vs.  ザック・オットー ×
1R 2:57 TKO（右ストレート→パウンド）
第12試合 ミドル級 5分5R
○  ケルヴィン・ガステラム vs.  マイケル・ビスピン ×
1R 2:30 KO（左フック）

### 各賞
ファイト・オブ・ザ・ナイト： 該当者なし
パフォーマンス・オブ・ザ・ナイト： ケルヴィン・ガステラム、リー・ジンリャン、ザビット・マゴメドシャリポフ、ソン・ケナン
各選手にはボーナスとして5万ドルが授与された。

### カード変更
負傷などによるカードの変更は以下の通り。